# Unione Sportiva Sarzanese 1906 1987-1988
Questa voce raccoglie le informazioni riguardanti l'Unione Sportiva Sarzanese 1906 nelle competizioni ufficiali della stagione 1987-1988.

## Rosa
| N. |                   | Ruolo | Calciatore            |  |
| -- | ----------------- | ----- | --------------------- |  |
|    | Italia (bandiera) | D     | Cristiano Bedini      |  |
|    | Italia (bandiera) | A     | Davide Belletti       |  |
|    | Italia (bandiera) | D     | Romeo Bigarani        |  |
|    | Italia (bandiera) | D     | Pierangelo Carletti   |  |
|    | Italia (bandiera) | C     | Paolo Cucurnia        |  |
|    | Italia (bandiera) | C     | Gian Cesare Discepoli |  |
|    | Italia (bandiera) | D     | Paolo Fini            |  |
|    | Italia (bandiera) | D     | Riccardo Giannini     |  |
|    | Italia (bandiera) | P     | Massimo Lupi          |  |

| N. |                   | Ruolo | Calciatore          |
| -- | ----------------- | ----- | ------------------- |
|    | Italia (bandiera) | C     | Maurizio Macchioni  |
|    | Italia (bandiera) | P     | Alessandro Maggiani |
|    | Italia (bandiera) | C     | Paolo Menconi       |
|    | Italia (bandiera) | D     | Marco Rebughini     |
|    | Italia (bandiera) | C     | Alfio Romiti        |
|    | Italia (bandiera) | A     | Giovanni Rossi      |
|    | Italia (bandiera) | C     | Mauro Sardi         |
|    | Italia (bandiera) |       | Sigali              |
|    | Italia (bandiera) | C     | Pierpaolo Vignali   |